# Quercus striatula
Quercus striatula är en bokväxtart som beskrevs av William Trelease. Quercus striatula ingår i släktet ekar, och familjen bokväxter. Inga underarter finns listade i Catalogue of Life.